# Константин Комнин
Константин Комнин (грч. Κωνσταντινος Κομνηνος; око 1085 – после 1147) је био византијски аристократа, нећак цара Алексија I Комнина. Носио је титуле севаста и пансеваста. Око 1107. године био је гувернер (дукс) Верије (Бер), а касније је постао велики друнгарије.
Константин Комнин је био трећи син севастократора Исака Комнина, који је био старији брат цара Алексија I Комнина. Његова мајка, Ирина, била је аланска принцеза, рођака царице Марије Аланске. Његова браћа су војвода Јован Комнин од Драча и архиепископ Јован (Хадријан) Комнин Охридски.
Подаци о Константиновом животу и каријери су оскудни. Из писма охридског архиепископа Теофилакта Константину јасно се види да је Константин био војвода Верије (данас Бер) и да је носио титулу севаст. Оскудни подаци у писму Теофилакта Охридског и недостатак довољно хронолошких података у њему не дозвољавају да се утврди време током којег је Константин вршио свој положај војводе од Верије. Васил Златарски сматра да је у ствари Константин био гувернер Бугарске, на том је положају заменио Јована Таронита крајем 1105. или почетком 1106. године, и да је на том положају остао и током рата са Норманима 1107-1108 Златарски претпоставља да је Теофилакт ословљавао Константина као војводу од Верије највероватније због чињенице да је Константинова резиденција као намесника Бугарске у то време била у Верији, пошто Златарски није свестан да је град икада био центар самосталне административне јединице. Међутим, тезу Златарског не прихватају други научници, међу којима је и Иван Божилов, који истиче да је крајем 11. и почетком 12. века заиста постојала тема Верије са центром у Беру и прихвата  да је Константин био намесника са титулом војводе. Према другим мишљењима, Константин је постављен за војводу од Верије у периоду 1091–1092 или 1107.
Године 1043. Константин Комнин и његов брат Хадријан су као цивили учествовали на синоду одржаном 20. августа, 1. октобра и 30. октобра, на коме су двојица епископа осуђена као следбеници богумилства. У регистрима догађаја, Константин је наведен као велики друнгарије и носилац почасног звања пансеваста.
Његово присуство у својству пансеваста и великог друнгарија је било посведочено и на синоду од 26. фебруара 1147. године, којим је уклоњен цариградски патријарх Козма II Атик.
Претпоставља се да је Константин Комнин умро убрзо после сабора од 26. фебруара 1147. године, пошто је у синодском акту из периода 1147–1154, као и у регистрима синода од 26. јануара 1156. године, помиње се као велики друнгарије, Стефан Комнин.

## Породица
Из песме Теодора Продрома, датоване у другу половину XII века, јасно се види да је Константин Комнин био ожењен неименованом женом од антиохијског и еуфорвинијског рода. Од своје жене Константин Комнин је имао три сина:
- Јован Комнин, севаст, замонашио се;
- Стефан Комнин, Пансеваст и Велики Друнгарије, члан синода од 26. јануара 1156. године.
- Исак Комнин.